# Protosmia burmanica
Protosmia burmanica là một loài Hymenoptera trong họ Megachilidae. Loài này được Bingham mô tả khoa học năm 1897.